# Livre de Lorraine
Pour un article plus général, voir Livre (monnaie).
La livre de Lorraine est une ancienne monnaie de compte du duché de Lorraine adoptée en 1700 par le duc Léopold Ier. À partir du milieu du XVIIIe siècle, elle vaut environ 3/4 de livre tournois.

## Histoire
Au retour du duc Léopold dans ses États en 1698 après une longue occupation française, les anciennes monnaies lorraines ont pratiquement disparu et la majeure partie de la population est habituée à l'utilisation de la livre tournois en usage dans le reste de la France. Par l'édit du 27 juin 1700, le duc prescrit la création de pièces d'or et de pièces d'argent du type français. Ces nouvelles pièces sont le léopold d'or, ainsi que les doubles et demi-léopold d'or ; et le léopold d'argent ainsi que les demi et quarts de léopold d'argent. Leur valeur est basée sur celle admise en France, à savoir 13 livres pour le léopold d'or et 3 livres 8 sols pour le léopold d'argent.
L'avènement de Stanislas en 1737 marque la fin de la fabrication des monnaies lorraines. Le taux d'échange de 24 livres tournois pour 31 livres de Lorraine est alors adopté.